# Centromerus furcatus
Centromerus furcatus är en spindelart som först beskrevs av James Henry Emerton 1882.  Centromerus furcatus ingår i släktet Centromerus och familjen täckvävarspindlar. Inga underarter finns listade i Catalogue of Life.